# Ben Lomond (Arkansas)
Ben Lomond – miasto w Stanach Zjednoczonych, w stanie Arkansas, w hrabstwie Sevier.